# Finnischer Tischtennisverband
Der Finnische Tischtennisverband (finnisch Suomen Pöytätennisliitto) ist die Spitzenorganisation des finnischen Tischtennissports, welcher 1938 gegründet wurde.
Zur Gründung des Verbandes wurde im Februar 1938 in Helsinki ein Planungstreffen einberufen, an dem Vertreter von zwanzig Vereinen am 27. April 1938 an der Gründungsversammlung teilnahmen. Der Geschäftsmann Bruce Campbell wurde zum ersten Vorsitzenden gewählt. Der erste Verein, der offiziell dem Verband beitrat, war der Tischtennisverein von Helsinki. Bereits am 6. April 1938 bestritt Finnland sein erstes Länderspiel gegen Estland, das Estland mit 5:0 gewann.
Im ersten Heimspiel war der Gegner am 7. November 1938 Lettland. Auch dieses Spiel verlor Finnland mit 0:5 Punkten.
Die ersten offiziellen finnischen Meisterschaften wurden vom Verband im November 1938 in Helsinki organisiert. Die finnischen Meisterschaften der A-Klasse wurden in Herren-Einzel, Damen-Einzel, Herren-Doppel und gemischte Doppel aufgeteilt. 1946/47 wurde Finnland Mitglied des Weltverbandes ITTF. Seit 1980 organisiert der finnische Tischtennisverband die jährlichen Finlandia Open, die seit 1981 eine internationale Veranstaltung sind. 2015 organisierte der Verband zudem die Veteranen-Europameisterschaft in Tampere, an der 1830 Spieler teilnahmen. Curt Åkerberg war von 1953 bis 1966 am längsten Vorsitzender des Verbandes und von 1975 bis 1989 Esa Ellonen. Esko Heikkinen ist seit 2014 Vorsitzender. Finnischer Vertreter im Verwaltungsrat der International Table Tennis Federation war 1984–1988 Esa Ellonen und seit 2017 Sonja Grefberg.  Im Verwaltungsrat der European Table Tennis Union war Finnland 1980–1988 vertreten.